# Pyramids, stars and other stories
Pyramids, stars and other stories is een livealbum van The Tangent. Het album volgde op de uitgave van het studioalbum Songs from the hard shoulder, maar heeft er in wezen niets mee van doen. The Tangent keek met het livealbum terug op concerten gegeven in 2004, 2012 en 2017.
De eerste compact disc betreft dan nog een heruitgave van Pyramids and stars, dat de band in hun begintijd in eigen beheer uitgaf en (mede daardoor) in 2023 al lang niet meer te krijgen was. De titels van beide albums grijpen terug op de platenhoes van Tales from Topographic Oceans van Yes; het grote voorbeeld van Tillison. 

## Musici
- Andy Tillison – toetsinstrumenten en zang
- Jonas Reingold  – basgitaar, alle tracks behalve cd2, tracks 2, 3, 4 en 6)
- Luke Machin – gitaar en stem (cd2)
- Steve Roberts – drumstel (cd2, tracks 1, 5, 7)
- Roine Stolt – gitaar (cd1)
- Zoltan Csörsz – drumstel (cd1)
- Sam Baine – toetsen (cd1)
- Tony Latham – drumstel (cd2, tracks 3, 4, 6)
- Dan Mash – basgitaar (cd2, tracks 3, 4, 6)

## Muziek
Voor cd 1 zie Pyramids and stars

| Nr. | Titel                                                            | Duur  |
| --- | ---------------------------------------------------------------- | ----- |
| 1.  | A spark in the aether (Bar Riga, Southend-on-Sea 2012)           | 4:21  |
| 2.  | A sale of two souls (Bar Riga, Southend-on-Sea 2012)             | 6:17  |
| 3.  | Perdu dans Paris (Bar Riga, Southend-on-Sea 2012)                | 10:59 |
| 4.  | A crisis in mid life (Proghouse, New Jersey, november 2017)      | 7:37  |
| 5.  | Doctor Livingstone ( I presume) (Bar Riga, Southend-on-Sea 2012) | 11:47 |
| 6.  | Titanic calls Carpathia (Proghouse, New Jersey, november 2017)   | 18:34 |
| 7.  | Two rope swings (Proghouse, New Jersey, november 2017)           | 8:12  |

A sale of two souls bevat een citaat uit Do it again van Steely Dan.
Volgens Progwereld en The progressiev aspects gaf het album een goede doorsnede van de nummers van de band. 